# Нью-Ланарк
Нью-Ланарк — деревня на реке Клайд, примерно в 2,2 км от Ланарка в Ланаркшире и примерно в 40 км к юго-востоку от Глазго, Шотландия. Население деревни составляет около 200 человек.
Была основана в 1786 году Дэвидом Дейлом, построившим хлопчатобумажные фабрики и жильё для работников комбината. Дейл построил заводы в краткосрочном партнёрстве с английским изобретателем и предпринимателем Ричардом Аркрайтом, используя для строительства в качестве источника энергии лишь воду из водопадов на реке Клайд. Под управлением товарищества, в состав которого входил зять Дейла Роберт Оуэн, английский филантроп и социальный реформатор, Нью-Ланарк стал успешно развивающимся поселением и воплощением утопического социализма, а также ранним образцом построенного по конкретному плану поселения и важной вехой в историческом развитии градостроительства.
Мельницы в Нью-Ланарке функционировали до 1968 года. После периода упадка в 1974 году была основана организация «New Lanark Conservation Trust» (NLCT), ныне известная как «New Lanark Trust» (NLT), целью которой было предотвратить снос деревни. К 2006 году большинство зданий были реконструированы, и деревня стала известной достопримечательностью. Это один из пяти объектов Всемирного наследия ЮНЕСКО в Шотландии и один из важнейших технических памятников Европы.